# Gare de Plénée-Jugon
La gare de Plénée-Jugon est une gare ferroviaire française de la ligne de Paris-Montparnasse à Brest, située sur le territoire de la commune de Plénée-Jugon, dans le département des Côtes-d'Armor, en région Bretagne.
Elle est mise en service en 1863 par la compagnie des chemins de fer de l'Ouest.
C'est une halte voyageurs de la Société nationale des chemins de fer français (SNCF) desservie par des trains express régionaux TER Bretagne. Elle est à 65 kilomètres de Rennes.

## Situation ferroviaire
Établie à 68 mètres d'altitude, la gare de Plénée-Jugon est située au point kilométrique (PK) 438,145 de la ligne de Paris-Montparnasse à Brest entre les gares de Broons et de Plestan.

## Histoire
La station de Plénée-Jugon est mise en service par la compagnie des chemins de fer de l'Ouest, le 7 septembre 1863, lors de l'inauguration de la section de Rennes à Guingamp de la ligne de Paris-Montparnasse à Brest. La station est située à quatre kilomètres du bourg, au hameau de Langouhèdre,.

## Fréquentation
En 2014, selon les estimations de la SNCF, la fréquentation annuelle de la gare est de 11 467 voyageurs.
De 2015 à 2023, selon les estimations de la SNCF, la fréquentation annuelle de la gare s'élève aux nombres indiqués dans le tableau ci-dessous.
| Année     | 2015   | 2016   | 2017   | 2018  | 2019   | 2020  | 2021   | 2022   | 2023   |
| --------- | ------ | ------ | ------ | ----- | ------ | ----- | ------ | ------ | ------ |
| Voyageurs | 11 362 | 12 491 | 11 477 | 8 703 | 10 722 | 8 451 | 11 303 | 13 750 | 16 489 |

## Service des voyageurs

### Accueil
Halte SNCF, c'est un point d'arrêt non géré (PANG) disposant de panneaux d'informations et d'abris de quais.

### Desserte
Plénée-Jugon est desservie par des trains TER Bretagne qui circulent entre Rennes et Saint-Brieuc ou Lamballe.